# یواس‌اس کامیشاک (ای‌وی‌پی-۴۴)
یواس‌اس کامیشاک (ای‌وی‌پی-۴۴) (به انگلیسی: USS Kamishak (AVP-44)) یک کشتی بود که طول آن ۳۱۱ فوت ۸ اینچ (۹۵٫۰۰ متر) بود.